# ボルガン県
ボルガン県（ボルガンけん、モンゴル語: Булган, ᠪᠤᠯᠠᠭᠠᠨ）は、モンゴル国の県（アイマク）の一つ。県庁所在地は県名と同じボルガン。

## 歴史
ウイグル可汗国（744年 - 840年）の首都は、757年にセレンゲ河畔のバイ・バリクにあった。

## 地理
モンゴル国の北部に位置し、北にロシアと国境を接する。モンゴル国内では、東にセレンゲ県、オルホン県、トゥブ県、西にアルハンガイ県、フブスグル県と接する。
南部は乾燥した草原地帯であるのに対し、北部は森林も多く緑豊かである。